# Yass (Nueva Gales del Sur)
Yass /ˈjæs/ es una ciudad de las mesetas del sur en el estado de Nueva Gales del Sur, Australia, perteneciente al Consejo del Valle de Yass. El nombre parece derivar de una palabra aborigen, Yarrh (o Yharr), que significa  "agua en movimiento".
Yass se emplaza a 280 kilómetros al suroeste de Sídney, en la autopista Hume. El río Yass, que es un afluente  del río Murrumbidgee, fluye a través de la ciudad. Yass está a sólo 59 kilómetros de Canberra.
Yass tiene una impresionante  e histórica calle principal con unos pórticos del siglo XIX bien conservados. Es un destino turístico bastante popular, en especial de visitantes provenientes de Camberra.
El Yass Show se celebra en marzo, El Festival Turning Wave en septiembre, y el Festival de manualidades de Yass en noviembre, junto con numeroso otros festivales y acontecimientos durante todo el año.

## Historia

### Cultura aborigen
El área alrededor de Yass estuvo ocupada por las tribus Wiradjuri y Ngunnawal, quienes nombraron el área como yarrh, que se puede traducir como “agua corriente”.

### Cultura colonial
El área de Yass fue avistada por los europeaos en 1821, durante una expedición dirigida por Hamilton Hume. Para 1830, el poblado había comenzado en el cruce entre la carretera que va desde Sídney a Melbourne con el río Yass. El sitio para la ciudad fue registrado en 1837. Yass fue incorporado como Consejo de Distrito en 1843 y se presume una población de 274 habitantes para 1848. El 13 de marzo de 1873, el Distrito Municipal de Yass fue creado y James Cottrell fue posteriormente elegido como el primer alcalde de Yass.
Uno de los poetas mejor conocidos de Australia, A.B."Banjo" Paterson llegó al distrito en 1871, a la edad de siete años, pasó su niñez allí y más tarde compró una propiedad en el área de Wee jasper de modo que sus niños podrían experimentar la vida en el campo. El poeta y sacerdote Patrick Hartigan (seudónimo de John O'Brien) nació cerca de Yass en 1878, y estudió en el convento-escuela local.
Sir Walter Merriman estableció Merryville,  la mayoría de oveja famosa studs, y arguably su principal bien-establecimiento de lana, en 1903. Yass Es una área prominente para levantar oveja qué producto lana muy buena debido a la tierra y condiciones climáticas.
Yass fue uno de los sitios propuesto para la Capital Federal después de 1901.

En 1956, Yass se convirtió en la primera ciudad de Nueva Gales del Sur en tener un suministro de agua fluorizado.

## Clima
Yass tiene un clima templado relativamente seco. Basado en la clasificación Köppen, está en el límite de los climas subtropical y árido.
| Parámetros climáticos promedio de Yass | Parámetros climáticos promedio de Yass | Parámetros climáticos promedio de Yass | Parámetros climáticos promedio de Yass | Parámetros climáticos promedio de Yass | Parámetros climáticos promedio de Yass | Parámetros climáticos promedio de Yass | Parámetros climáticos promedio de Yass | Parámetros climáticos promedio de Yass | Parámetros climáticos promedio de Yass | Parámetros climáticos promedio de Yass | Parámetros climáticos promedio de Yass | Parámetros climáticos promedio de Yass | Parámetros climáticos promedio de Yass |
| Mes                                    | Ene.                                   | Feb.                                   | Mar.                                   | Abr.                                   | May.                                   | Jun.                                   | Jul.                                   | Ago.                                   | Sep.                                   | Oct.                                   | Nov.                                   | Dic.                                   | Anual                                  |
| -------------------------------------- | -------------------------------------- | -------------------------------------- | -------------------------------------- | -------------------------------------- | -------------------------------------- | -------------------------------------- | -------------------------------------- | -------------------------------------- | -------------------------------------- | -------------------------------------- | -------------------------------------- | -------------------------------------- | -------------------------------------- |
| Temp. máx. abs. (°C)                   | 41.2                                   | 41.1                                   | 38.0                                   | 33.9                                   | 24.5                                   | 20.5                                   | 22.0                                   | 25.8                                   | 28.9                                   | 32.7                                   | 39.5                                   | 40.0                                   | 41.2                                   |
| Temp. máx. media (°C)                  | 29.5                                   | 29.0                                   | 25.8                                   | 21.2                                   | 16.4                                   | 12.6                                   | 11.6                                   | 13.4                                   | 16.6                                   | 20.5                                   | 24.3                                   | 27.7                                   | 20.7                                   |
| Temp. mín. media (°C)                  | 14.0                                   | 14.0                                   | 11.1                                   | 7.0                                    | 4.0                                    | 2.2                                    | 1.1                                    | 1.9                                    | 4.0                                    | 6.3                                    | 9.3                                    | 11.9                                   | 7.2                                    |
| Temp. mín. abs. (°C)                   | 4.0                                    | 3.1                                    | 0.0                                    | -3.5                                   | -7.0                                   | -7.0                                   | -8.8                                   | -7.5                                   | -3.9                                   | -1.8                                   | -1.2                                   | 1.5                                    | -8.8                                   |
| Lluvias (mm)                           | 50.3                                   | 45.5                                   | 46.7                                   | 49.0                                   | 49.9                                   | 57.9                                   | 59.6                                   | 59.3                                   | 56.8                                   | 64.5                                   | 56.6                                   | 55.8                                   | 651.9                                  |
| Días de lluvias (≥ 0.2mm)              | 5.9                                    | 5.1                                    | 5.5                                    | 6.1                                    | 7.5                                    | 10.1                                   | 11.2                                   | 10.8                                   | 9.4                                    | 8.8                                    | 7.2                                    | 6.5                                    | 94.1                                   |
| Fuente: Bureau de Meteorología         |                                        |                                        |                                        |                                        |                                        |                                        |                                        |                                        |                                        |                                        |                                        |                                        |                                        |

## Instituciones

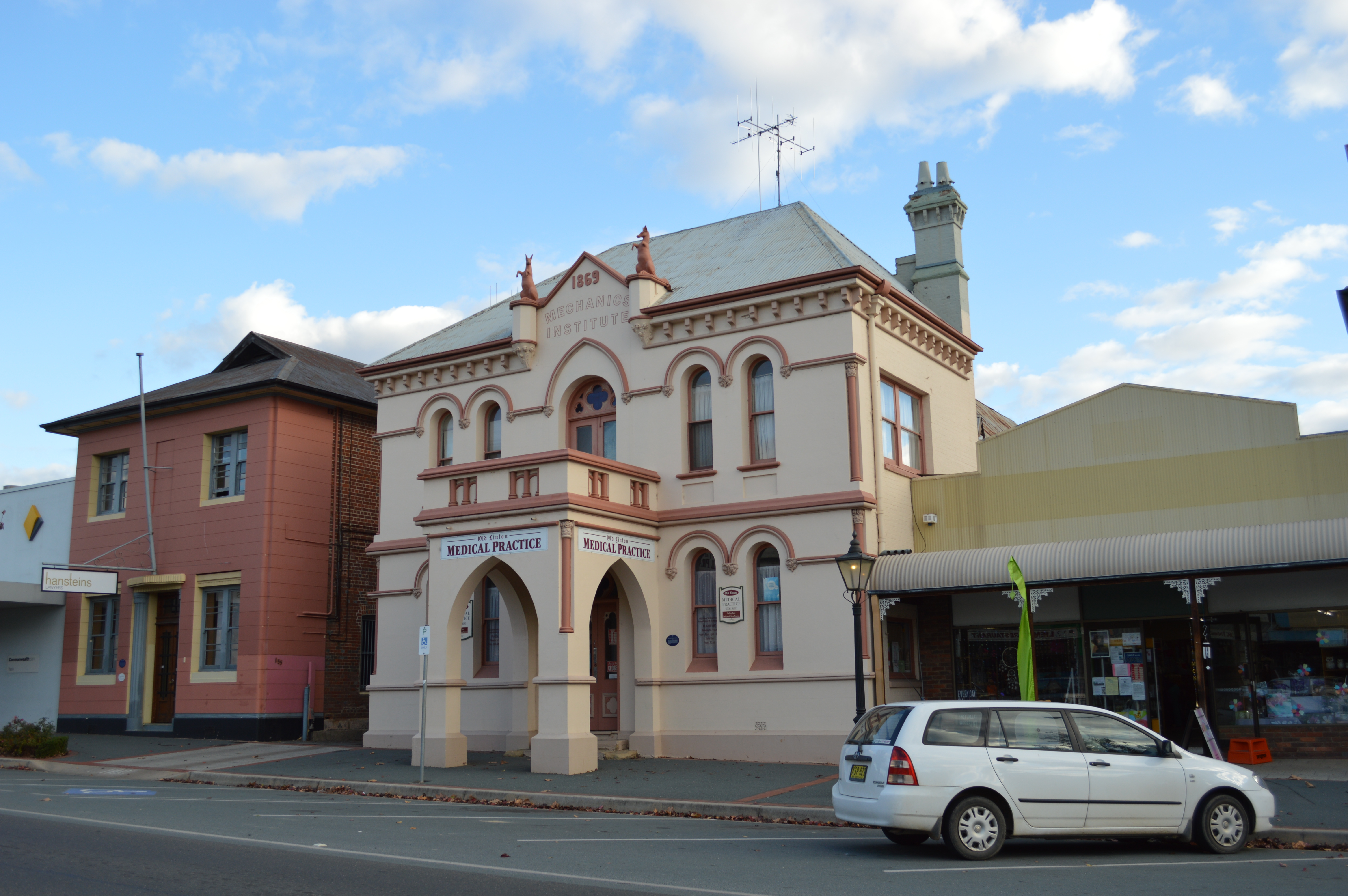
Instituto de Mecánica de Yass
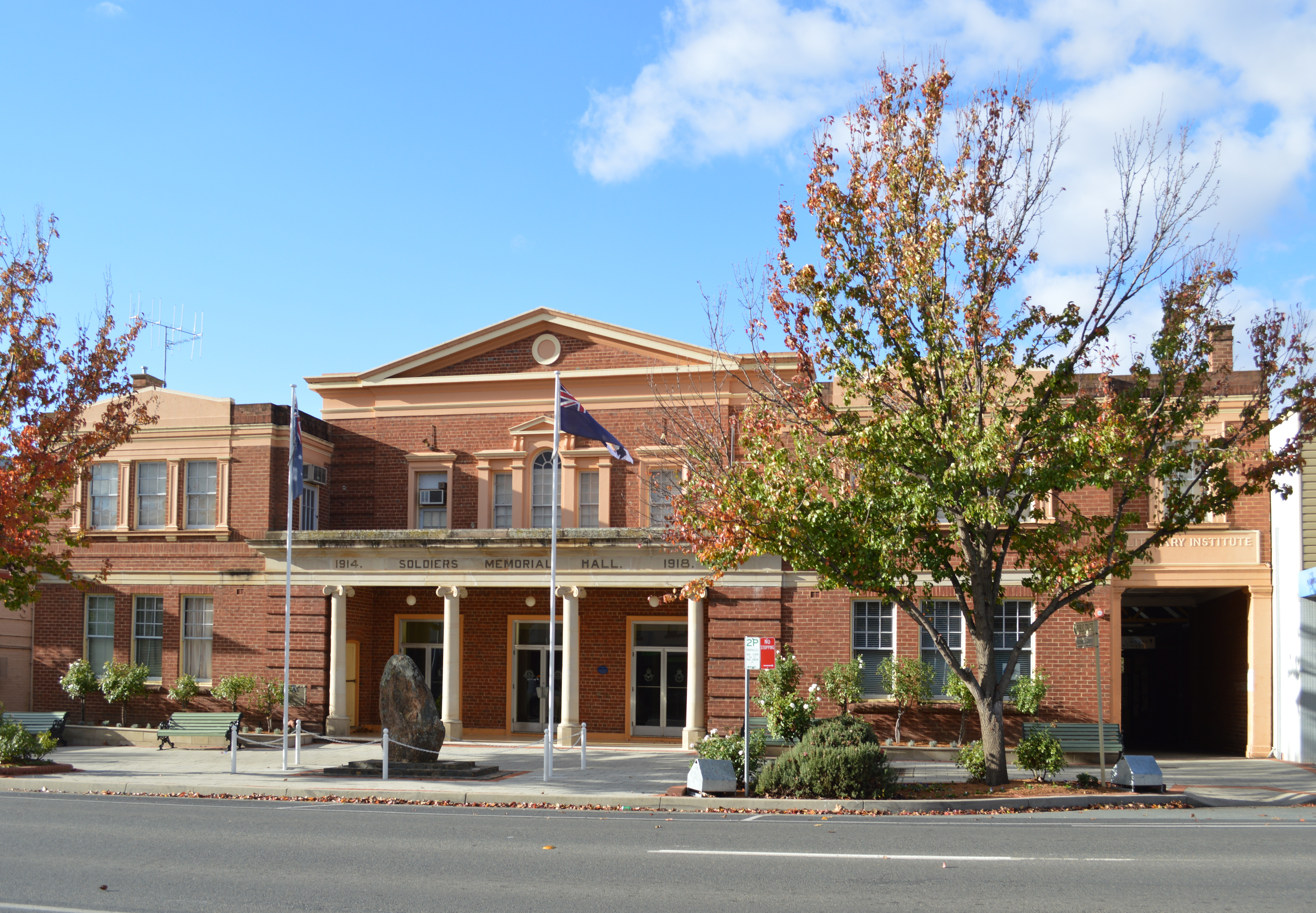
Pabellón conmemorativo a los soldados
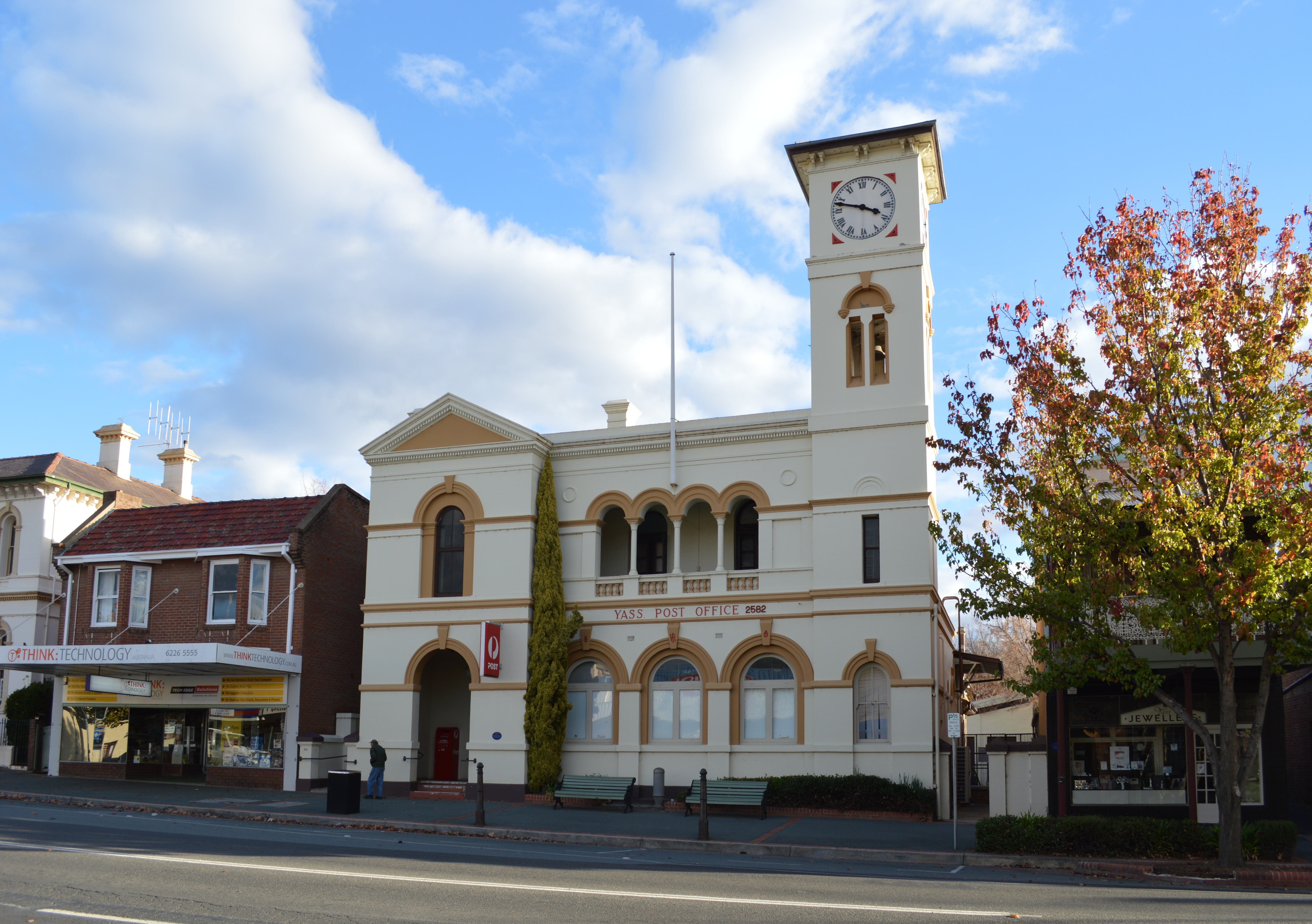
Oficina de correos
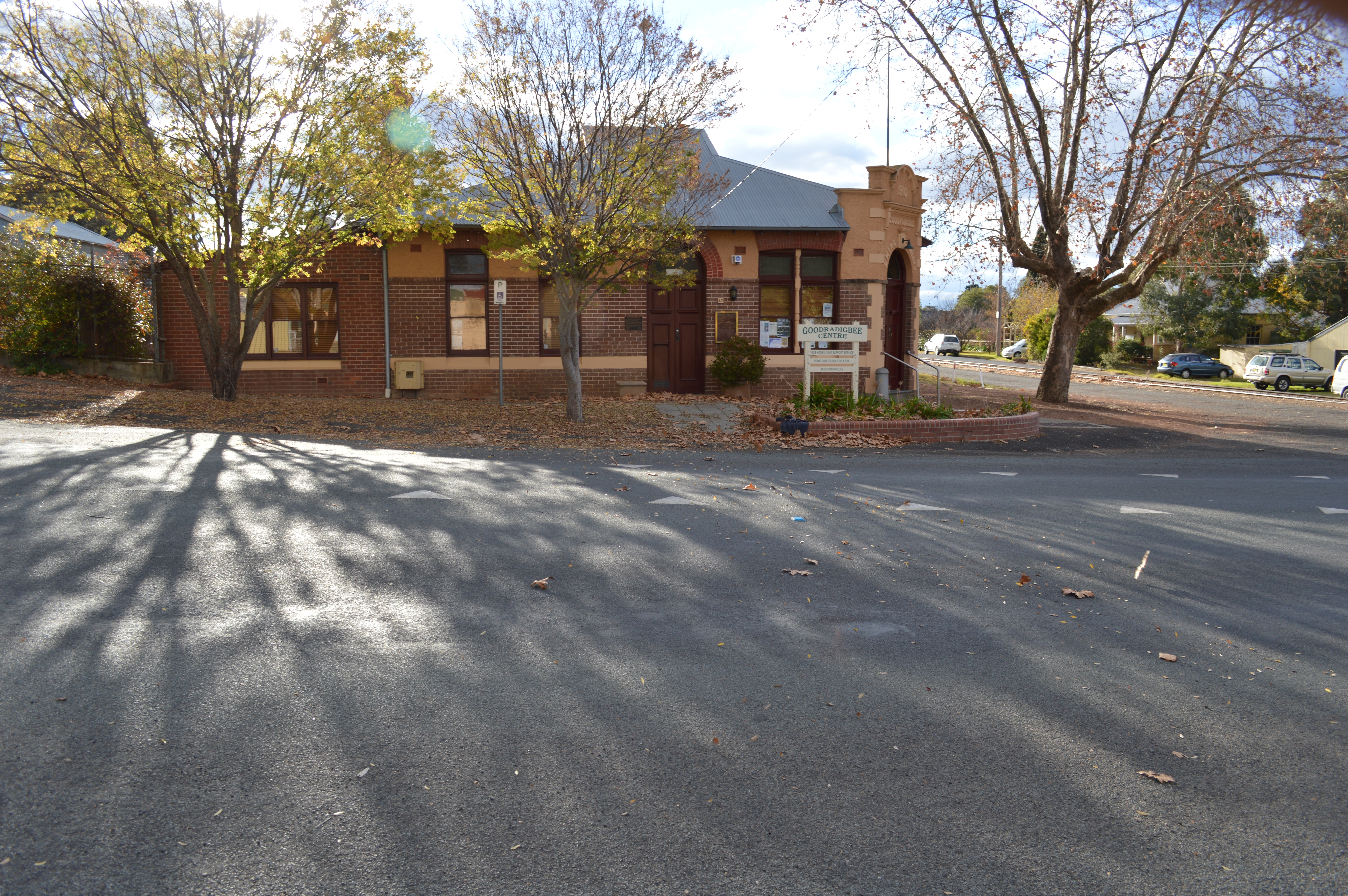
Cámaras Goodradigbee Shire

### Instituto de Yass
Fundado en 1958.

## Personas destacadas
- Rupert Murdoch posee "Cavan", una propiedad grande justo al sur de Yass.
- Alice Giles, arpista.
- Lee Freedman, entrenador de caballos para carreras, y sus hermanos Anthony, Michael y Richard crecieron en Yass.[7]

## En la cultura popular
En 2018, apareció en la serie original de Netflix, Queer Eye. La ciudad fue escogida debido a que su nombre es parecido a una de las muletillas de los Fab Five: yaass.

### Citas
1. ↑  Worldpostalcodes.org, código postal n.º 2582.
2. ↑  Macquarie ABC Dictionary. The Macquarie Library Pty Ltd. 2003. p. 1150. ISBN 1-876429-37-2.
3. ↑  «Yass Valley Council». Archivado desde el original el 4 de abril de 2012. Consultado el 24 de junio de 2019.
4. 1 2  «Yass, New South Wales». Australian Places. Monash University. Archivado desde el original el 26 de agosto de 2006.
5. ↑  «Dentists drill councils over water fluoridation decay». Government News. 13 de enero de 2014. Archivado desde el original el 30 de enero de 2018.
6. ↑  «YASS (LINTON HOSTEL)». Climate statistics for Australian locations (en inglés). Bureau of Meteorology. Consultado el 2 de abril de 2013.
7. ↑  History Archivado el 25 de abril de 2013 en Wayback Machine. Freedman Racing
8. ↑  «Yass hotel gets an injection of fabulousness courtesy of Queer Eye». Sydney Morning Herald. 6 de enero de 2018.